# Skiphosoura
Skiphosoura is een geslacht van pterosauriër, behorende tot de Pterodactyliformes, dat tijdens de late Jura leefde in het gebied van het huidige Duitsland. De enige benoemde soort is Skiphosoura bavarica.

## Vondst en naamgeving
Op de Schaudiberg nabij Mühlheim exploiteert Roland Poschl de Besuchersteinbruch Mühlheim, een groeve waarin toeristen tegen een kleine vergoeding zelf fossielen kunnen zoeken. De lagen zijn zo rijk dat succes letterlijk gegarandeerd is. Zelfs van de toch zeer zeldzame pterosauriërs zijn er, als de wat ruimere groeve meegenomen wordt, al vele tientallen gevonden. Ook in 2015 was het in de bezoekerssectie op een hoogte van 415 meter raak met een wel zeer bijzondere vondst: een tot dan toe nog onbekende soort.
In 2024 werd de typesoort benoemd en beschreven door David William Elliott Hone, Adam Fitch, Stefan Selzer, Rene Lauer en Bruce Lauer. De geslachtsnaam is afgeleid van het Grieks skiphos, "zwaard", en oura, "staart", een verwijzing naar het korte zwaardvormige uiteinde. De soortaanduiding verwijst naar de herkomst uit Beieren.
Het holotype, LF 4157, is gevonden in de Dritter Kieselflinz Schicht direct onder Hagende Wechselflinz Schicht in een laag van de Mörrnsheimformatie die dateert uit het vroege Tithonien. Het bestaat uit een vrij compleet maar niet in verband liggend skelet, platgedrukt op een plaat. Sommige schedelbotten ontbreken alsmede wat wervels en middenvoetsbeenderen. Het betreft een jongvolwassen exemplaar.

## Beschrijving
Skiphosoura heeft een spanwijdte van zo'n 1,75 meter en is daarmee een van de grootste soorten uit de Jura.
Verschillende onderscheidende kenmerken werden aangegeven. Het zijn synapomorfieën, gedeelde nieuwe kenmerken, voor de ontwikkelingsgraad. De randen van de tandkassen in de bovenkaaksbeenderen zijn verheven en vooral ontwikkeld aan de buitenzijde van de kaak. De tussenruimten tussen de tanden zijn variabel in breedte waarbij de voorste tanden dicht op elkaar staan en de achterste tanden veel verder uiteen. De halswervels hebben postexapofysen, achterste takken op het wervellichaam. De ruggenwervels zijn procoel, met een hol voorste uiteinde. De staart is kort maar bezit nog draadvormige ondersteunende zygapofysen en chevrons. Het opperarmbeen is korter dan het dijbeen. De ellepijp is meer dan anderhalf maal langer dan het opperarmbeen. Het pteroïde is over zijn lengte geleidelijk licht gebogen. Het tweede vingerkootje van de vleugelvinger is ongeveer even lang als het derde kootje.